# Cerro Misopa
Cerro Misopa är en ort i Mexiko.   Den ligger i kommunen Tila och delstaten Chiapas, i den sydöstra delen av landet, 700 km öster om huvudstaden Mexico City. Cerro Misopa ligger 32 meter över havet och antalet invånare är 554.
Terrängen runt Cerro Misopa är kuperad åt sydost, men åt nordväst är den platt. Runt Cerro Misopa är det ganska glesbefolkat, med 45 invånare per kvadratkilometer. Närmaste större samhälle är Nuevo Limar, 16,9 km sydost om Cerro Misopa. I omgivningarna runt Cerro Misopa växer i huvudsak städsegrön lövskog.